# Peter Paul Ochs
Peter Paul Ochs (* 1931 in Wange, Amt Grünhoff, ehem. Kreis Fischhausen, Samland; † 1. Mai 1994 in Gibsons, British Columbia) war ein deutsch-kanadischer Maler und Bildhauer aus Ostpreußen.

## Leben
1952 emigrierte er nach British Columbia. Er studierte an der Académie de la Grande Chaumièrein Paris bei Ossip Zadkine (1956) und in Hamburg bei Hans Martin Ruwoldt (1957). Kunstausstellungen hatte er am Seattle Art Museum (1959) und an der National Gallery of Canada (1964). Er gehörte zu den Gründern der Sculptors’ Society of British Columbia. 1956 erhielt er den Canada Council Award. Das Royal British Columbia Museum stellte viele seiner Installationen aus. Von 1982 bis 1989 lebte und malte er in Griechenland. In der Perestroika besuchte er Nordostpreußen. Er malte Bilder ostpreußischer Themen nach Eindrücken aus der Gegenwart und nach alten Vorlagen. Einige Bilder hängen im Ostpreußischen Landesmuseum und im Kulturzentrum Ostpreußen.